# General Juan Madariaga
General Juan Madariaga är en kommunhuvudort i Argentina.   Den ligger i provinsen Buenos Aires, i den sydöstra delen av landet, 290 km söder om huvudstaden Buenos Aires. General Juan Madariaga ligger 11 meter över havet och antalet invånare är 18 089.
Terrängen runt General Juan Madariaga är mycket platt. Det finns inga andra samhällen i närheten. 
Trakten runt General Juan Madariaga består till största delen av jordbruksmark. Runt General Juan Madariaga är det mycket glesbefolkat, med 6 invånare per kvadratkilometer.